# Great Expectations (1998)
Great Expectations is een film uit 1998 van regisseur Alfonso Cuarón. De hoofdrollen worden vertolkt door Ethan Hawke en Gwyneth Paltrow. De film is een moderne versie van de film Great Expectations uit 1946. Beide films zijn gebaseerd op de gelijknamige roman van Charles Dickens.

## Verhaal
Finnegan "Finn" Bell wordt op een dag als kleine jongen verrast door een man die uit de zee springt. De man is een ontsnapte boef die Finn overmeestert en hem verplicht hulp te gaan halen. Finn gehoorzaamt en helpt de man ontsnappen, maar dan worden ze opgemerkt en wordt de man opgepakt. Later ontdekt Finn dat de man Arthur Lustig was, een gevaarlijke maffioso.
Finn groeit op in het gezin van z'n oudere zus Maggie en haar echtgenoot Joe. Wanneer Joe een nieuwe job zoekt, krijgt hij de kans om tuinier te worden van de rijkste vrouw uit Florida: Nora Dinsmoor. In een ver verleden werd Nora bedrogen door haar verloofde en sindsdien is ze gek geworden. Joe krijgt steeds een grote som geld, maar hoeft niet te tuinieren. Finn ontmoet ondertussen een jong meisje met de naam Estella. Nora vraagt aan Maggie of Estella en Finn vrienden mogen worden. Estella lijkt niet geïnteresseerd in Finn, maar Maggie verplicht Finn om toch met haar op te trekken omdat Nora zoveel geld betaalt.
Uiteindelijk worden Finn en Estella bevriend. Finn, een getalenteerde tekenaar, maakt zelfs een portret van haar. Nora waarschuwt de jongen echter wel. Ze voorspelt hem een slechte toekomst. Ze denkt dat hij verliefd gaat worden op Estella en dat zij zijn hart zal breken. Finn en Estella trekken vaak met elkaar op en op dag kust Estella hem. Finn had nog nooit met een meisje gekust.
Vele jaren verstrijken. Maggie is ondertussen van huis weggelopen en Joe heeft Finn alleen opgevoed. Nog steeds trekt Finn met Estella op. De twee zijn niet meer dan vrienden, al heeft Finn wel nog gevoelens voor haar. Estella kan hem overtuigen om samen naar Finns huis te gaan, waar ze hem begint te verleiden. Het wordt zelfs lichtjes seksueel, maar dan laat Estella Finn achter en keert ze terug naar huis.
De volgende dag ontdekt hij dat ze naar Europa vertrokken is. Finn is teleurgesteld en probeert haar te vergeten. Zeven jaar later krijgt hij de kans om enkele van zijn tekeningen te laten zien tijdens een tentoonstelling in New York. Het is al jaren geleden dat hij nog getekend heeft, maar Finn gaat op het voorstel in en trekt naar New York, waar hij opnieuw begint te tekenen. Maar dan verschijnt in New York plots Estella terug. Hij is blij, tot hij ontdekt dat ze verloofd is met een man die Walter heet.
Estella speelt met z'n gevoelens. Zo poseert ze even naakt voor hem, om dan meteen weer te vertrekken. Bovendien kan Finn nooit echt tot bij Estella raken omdat Walter haar steeds vergezelt. Finn verneemt dat Estella en Walter op het punt staan te trouwen en z'n wereld stort in. Z'n hart is gebroken, net zoals Nora destijds voorspeld had.
Finn, die ondertussen een eigen tekenstudio heeft gekregen, keert terug naar z'n studio en merkt dat er een man aanwezig is. De man is Arthur Lustig. Finn is verrast en vraagt zich af wat er aan de hand is. Hij volgt Arthur en ontdekt dat hij alles betaald heeft. De studio, de tentoonstelling, enz. Arthur had dit gedaan in ruil voor de hulp die Finn hem destijds gegeven had.
Voor Finn wordt het allemaal te veel en hij besluit naar Parijs te verhuizen. Hij studeert er aan de kunstschool en keert na vele jaren terug naar de Verenigde Staten. Nora leeft niet meer en haar huis staat op instorten. Toch brengt hij een bezoekje aan het huis, waar hij een klein meisje ziet. Ze lijkt op de jonge Estella. Finn volgt haar en ontmoet haar moeder. Haar moeder is Estella. Ze zegt dat het haar spijt en dat ze ondertussen al gescheiden is. Finn vergeeft het haar.

## Rolverdeling
| Acteur          | Personage            |
| --------------- | -------------------- |
| Ethan Hawke     | Finnegan "Finn" Bell |
| Gwyneth Paltrow | Estella              |
| Anne Bancroft   | Nora Dinsmoor        |
| Robert De Niro  | Arthur Lustig        |
| Chris Cooper    | Joe                  |
| Kim Dickens     | Maggie               |
| Hank Azaria     | Walter               |

## Trivia
- De tekeningen van Finn werden in het echt gemaakt door kunstenaar Francesco Clemente.